# Фенициды
Фенициды — метеорный поток с радиантом в созвездии Феникса, открытый 5 декабря 1956 года наблюдателями из Новой Зеландии, Австралии, Индийского океана и Южной Африки. Действует с 28 ноября по 9 декабря, наибольшая активность приходится на 6 декабря. Наблюдаемая скорость метеоров относительно медленная — 18 км/с. Родоначальником потока считается комета Бланпэна.
Фенициды имеют переменное зенитное часовое число (ZHR). Обычно оно составляет не более 3-х метеоров в час, однако возможны короткие всплески активности, при которых ZHR возрастает до 100.